# Ввідно-розподільний пристрій

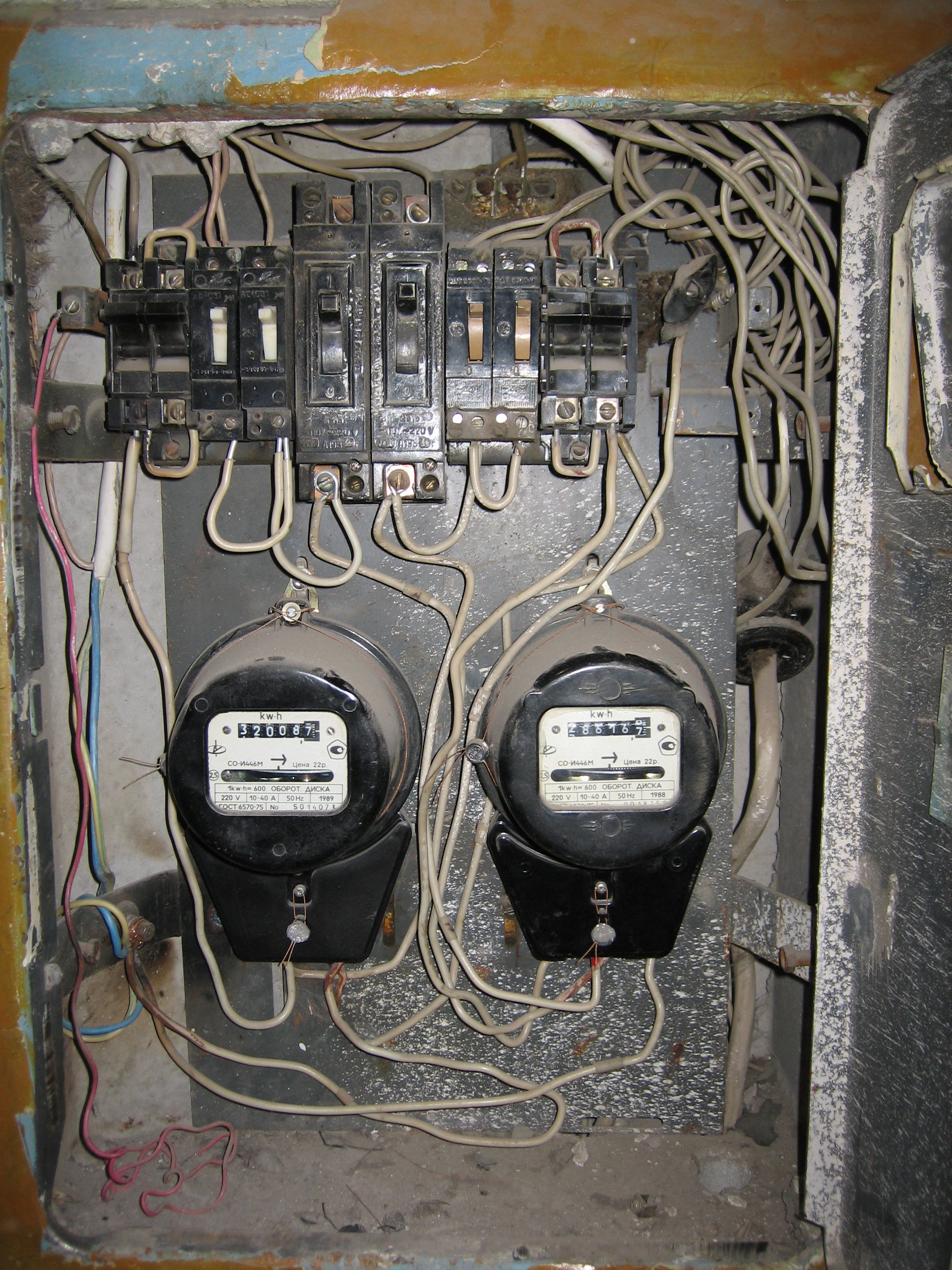
Ввідно-розподільний пристрій з електролічильниками старого зразка.

Вві́дно-розподі́льний при́стрій (ВРП) — ввідний пристрій, який містить у собі також апарати і прилади на відхідних лініях.
Ввідний розподільчий пристрій (ВРП) використовується для прийому, розподілу та обліку електроененергії трифазного змінного струму частотою 50 Гц, напругою 220\380 В. Також ВРП служить для захисту ліній від перенавантажень та коротких замикань, а також для нечастих оперативних перемикань.

## Встановлення
Ввідні пристрої, ввідно-розподільчі щити, головні розподільчі щити повинні установлюватись в електрощитових приміщеннях, доступних тільки для обслуговчого персоналу.
Ввідні пристрої, ввідно-розподільчі пристрої, головні розподільчі щити не допускається розміщувати безпосередньо під санвузлами, ванними кімнатами, душовими, кухнями (окрім кухонь квартир), мийними і парильними приміщеннями лазень та іншими приміщеннями з мокрими технологічними процесами, за винятком випадків, коли прийняті спеціальні заходи щодо надійної гідроізоляції, які запобігають проникненню вологи в приміщення, де встановлені розподільні пристрої.
Ввідні пристрої, ввідно-розподільчі пристрої, головні розподільчі щити дозволяється розташовувати поза електрощитовими при виконанні наступних вимог:
1. ступінь захисту оболонки повинен бути не нижче ІР31;
2. розташування в зручних і доступних для обслуговування місцях (в опалюваних тамбурах, вестибюлях, коридорах тощо);
3. апарати захисту і керування повинні установлюватися в металевих шафах, дверці яких замикаються. При цьому рукоятки апаратів керування не повинні виводитись назовні, а бути з'ємними або замикатись на замок;
4. відстань від трубопроводів (водопровід, опалення, каналізація, внутрішні водостоки) повинна бути не менше ніж 0,5 м, а від газопроводів і газових лічильників не менше ніж 1 м.

Слід також виключити можливість проникнення шумів від обладнання електрощитових, що розташовані поряд з приміщеннями, у яких рівень шумів обмежується санітарними нормами.
У районах можливого затоплення ввідні пристрої повинні встановлюватися вище рівня можливого затоплення.

## Застосування

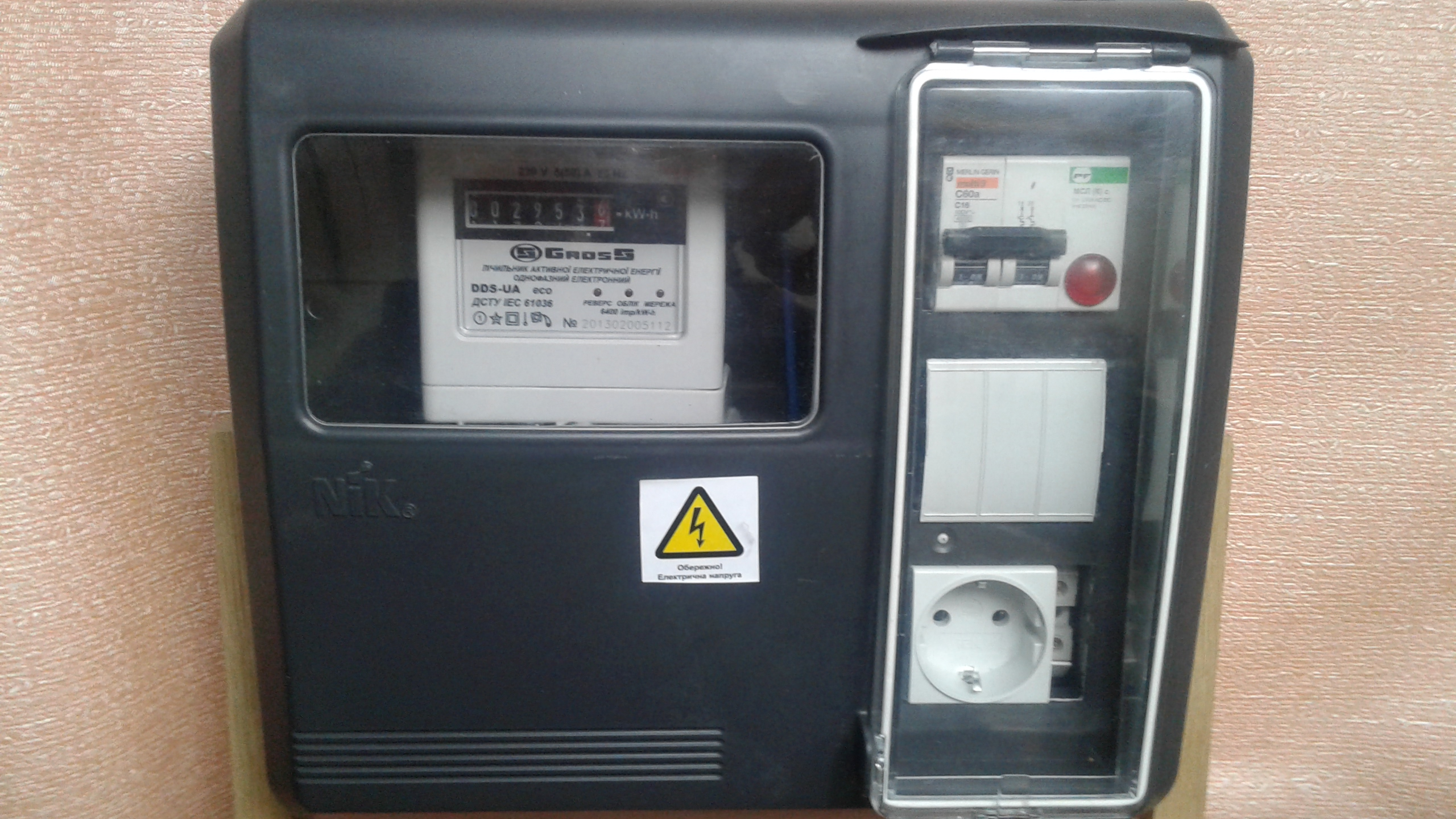
Сучасний пластмасовий електрощит

Ввідний розподільчий пристрій (ВРП) застосовується на промислових та житлових об'єктах, також може застосовуватися для розподілу електроенергії на об'єктах малої потужності. ВРП застосовуються в житлових будівлях для обліку, резервування та розподілу електроенергії.
ВРП — обов'язковий елемент електропостачання усіх забудов промислового та житлового призначення. По призаченню панелі ВРП поділяють на:
- ввідні панелі;
- розподільчі панелі (застосовуються разом з ввідними);
- ввідно-розподільчі.

## Будова
Ввідний розподільчий пристрій (ВРП) являє собою металеву або пластикову шафу, в середині якої можуть знаходитися вимикачі навантаження, запобіжники, лічильники, реле контролю фаз, вимикачі аварійного освітлення, вольтметри та амперметри.
На дверях ВРП можуть встановлюватись контрольно-вимірювальні прилади: вольтметри, амперметри, вказівні реле, сигнальні лампи. Амперметри та лічильники приєднуються через трансформатори струму. Кола обліку у ВРП закриваються прозорими панелями, які можуть пломбуватись.
Панелі ВРП займають окремі відсіки, на які поділений корпус всього пристрою. Для експлуатації ВРП не потребує спеціальних щитових приміщень.